# Caramell
Caramell es un grupo musical sueco, formado por las cantantes Katia Löfgren y Malin Sundström y los productores Jorge "Vasco" Vasconcelo y Juha "Millboy" Myllylä. Todos excepto Vasconcelo y Myllylä provienen de Suecia. Son mejor conocidos por el fenómeno de Internet conocido como "Caramelldansen", una animación Flash que muestra personajes de anime Mai y Mii de la novela visual japonesa Popotan. Habiendo tenido tanto éxito como un meme de Internet, la popular animación Caramelldansen se ha duplicado con los personajes de varios anime y videojuegos, entre otros.
La banda se separó en 2002, pero se reintegró en 2008 como Caramella Girls debido al repentino éxito de su canción "Caramelldansen".

## Discografía

### Álbumes
- Gott Och Blandat
- Supergott

### Sencillos
- I Min Mobil
- Om Du Var Min
- Efter Plugget
- Jag Ser På Dig
- Explodera
- Vad Heter Du?
- Ooa Hela Natten
- Allra Bästa Vänner

### Como caramellagirls
- I Min Mobil
- Om Du Var Min
- Efter Plugget
- Jag Ser På Dig
- Explodera
- Vad Heter Du?
- Ooa Hela Natten
- Allra Bästa Vänner
- Har e jag
- Kom hell om mig
- Luftballong
- Boogie Bam Dance
- Spelar Ingen Roll
- Telefon
- Vild Och Galen
- Caramelldansen
- Caramell Megamix
- Diskotek
- Doktorn
- Ett & Tve
- Get the Gold

- Datos: Q556678